# Lisa LeBlanc
Pour les articles homonymes, voir Leblanc.
Lisa LeBlanc, née le 13 août 1990 à Rosaireville, au Nouveau-Brunswick, est une auteure-compositrice-interprète acadienne et canadienne.

## Biographie
Née à Rosaireville, un hameau acadien composé de cinquante et une personnes en 2013 et situé dans la paroisse de Rogersville, au Nouveau-Brunswick, Lisa LeBlanc commence sa carrière comme chanteuse en 2004, accumulant les concerts dans les bars et les arrière-salles.
En 2007, Lisa LeBlanc participe au Gala de la chanson de Caraquet et en sort lauréate. En 2010, elle obtient un diplôme de l'École nationale de la chanson de Granby,. Elle avoue que l'école lui a permis de se trouver : « L'École a aidé à ramasser la patente. […] Une fois que j'ai connecté comme il faut, ç'a débloqué… ».
Elle participe au 42e Festival international de la chanson de Granby en septembre 2010 où elle remporte le premier prix. Elle est invitée à la télévision dans des émissions telles que Belle et Bum en octobre de la même année.
Son premier album sort en mars 2012. Il atteint le premier rang des ventes iTunes Canada dès la première semaine de sa parution. « C'est la fille la plus talentueuse avec qui j'ai travaillé », commente son producteur, Louis-Jean Cormier, à cette occasion. Le quotidien français Libération le qualifie de « chef-d'œuvre de drôlerie, de rage, de mélancolie, magistralement écrit ».
À l'automne 2012, elle participe à la 26e édition du Coup de cœur francophone. Elle se produit dans tout l'Ouest canadien, notamment à Vancouver, Edmonton et à la Cité des Rocheuses à Calgary.
En octobre 2013, elle remporte le prix France Inter/Télérama du premier album francophone.
En novembre 2014, elle sort Highways, Heartaches and Time Well Wasted, un mini-album en anglais. Fin septembre 2016 sort son troisième album Why You Wanna Leave, Runaway Queen.
En 2020, la crise sanitaire et les confinements poussent Lisa LeBlanc vers un nouveau projet avec un personnage alter-ego, Belinda.
Lisa LeBlanc réalise l'album Le Tour du grand bois de la chanteuse acadienne Édith Butler en 2021.
En 2022, Lisa LeBlanc sort Chiac Disco, et reçoit un « accueil triomphal » aux Francos de Montréal. Le mot "chiac" désigne  une variété du français acadien, parlée au Nouveau-Brunswick. En mai 2022, le "million de streams" est dépassé sur la plateforme Spotify. Le Journal de Montréal voit dans l'album « une œuvre incroyablement personnelle en plus d’être une lettre d’amour au fameux genre », le disco.

## Clips vidéo
- 2012. « Cerveau ramolli » (réalisation : Mathieu Grimard, 223k vues en 2023)

- 2012. « Aujourd'hui, ma vie c'est de la marde » (réalisation : Jean-Philippe Granger, 4,5M vues en 2023)

- 2014. « J'pas un cowboy » (réalisation : Didier Charette, 113k vues en 2023)

- 2015. « You Look Like Trouble (But I Guess I Do Too) » (réalisation : Didier Charette, 411k vues en 2023)

- 2015. « Gold Diggin' Hoedown » (réalisation : Didier Charette, 49k vues en 2023)

- 2017. « I Love You, I Don't Love You, I Don't Know » (réalisation : Davai, 77k vues en 2023)

- 2021. « Pourquoi faire aujourd'hui » (réalisation : Adam Coulstring, 524k vues en 2023)

- 2021. « Entre toi pi moi pi la corde de bois » (réalisation : Philippe Beauséjour, 213k vues en 2023)

- 2022. « Gossip »  (réalisation : Alexandre Pelletier, 162k vues en 2023)

- 2022. « Me semble que c'est facile »  (réalisation : Alexandre Pelletier, 120k vues en 2023)

- 2023. « Quoi-ce tu fais ça pour ? » (33k vues en 2023)

## Récompenses
- 2007 : Lauréate du Gala de la chanson de Caraquet[17]
- 2010 : Lauréate du Festival international de la chanson de Granby[18]
- 2012 : Révélation Radio-Canada 2012-2013[19]
- 2012 : Disque d'or (40 000 ventes) pour l'album Lisa LeBlanc[20]
- 2012 : Prix Félix, révélation de l'année au gala de l'ADISQ[21]
- 2012 : Artiste de l'année, chanson de l'année (Aujourd'hui ma vie c'est d'la marde) et révélation de l'année au GAMIQ[22]
- 2013 : Prix Rapsat-Lelièvre
- 2013 : Prix du premier album francophone France Inter / Télérama[23]
- 2013 : Disque platine (80 000 ventes) pour l'album Lisa LeBlanc[20],[24]
- 2022 : Prix Félix Album de l'année - Pop pour Chiac Disco au gala de l'ADISQ[25]
- 2023 : Enregistrement francophone de l’année pour Chiac Disco au East Coast Music Awards[26]

## Nominations
- 2022 Album de l'année - choix de la critique - ADISQ[27]
- 2022 Réalisation de disque de l'année - alternatif - ADISQ
- 2022 Interprète féminine de l'année - ADISQ
- 2022 Chanson de l'année - ADISQ
- 2022 Auteur.e ou compositeur, compositrice de l'année - ADISQ
- 2023 Enregistrement francophone de l'année - L’Association de la musique de la côte Est (AMCE)[28]
- 2023 Enregistrement pop de l'année - AMCE
- 2023 Enregistrement Artiste Solo de l'année - AMCE
- 2023 Prix Choix du Public - AMCE
- 2023 Album francophone de l'année - Prix Juno[29]
- 2023 Artiste de l'année - rayonnement international - ADISQ[30]
- 2023 Chanson de l'année - ADISQ[31]
- 2023 Spectacle de l'année - ADISQ[31]